# Gopalasamudram Narayana Iyer Ramachandran
Gopalasamudram Narayana Iyer Ramachandran o G.N. Ramachandran (Kerala, 8 ottobre 1922 – Bangalore, 7 aprile 2001) è stato un biofisico indiano.
La sua opera ha portato contributi alla fisica e alla biologia. È conosciuto per il suo lavoro sulla struttura peptidica che ha portato alla creazione del grafico di Ramachandran. È stato il primo a proporre il modello di una tripla elica per la struttura del collagene.

## Biografia
Ramachandran nacque nel distretto di Ernakulam, nel Kerala. Gopalasamudram, il luogo nativo dei suoi antenati, è un villaggio situato nel vecchio distretto Tirunelveli di Madras. Si iscrisse allo Indian Institute of Science (IISc) nel 1942, e frequentò i corsi del Dipartimento di Ingegneria Elettronica. Rapidamente maturò un grande interesse nella fisica tanto da modificare il suo corso di studi iscrivendosi al Dipartimento di Fisica per completare il suo master e la sua tesi sotto la supervisione di Chandrasekhara Venkata Raman.
Studiò in particolare la fisica e l'ottica dei cristalli. Durante i suoi studi creò uno specchio per la focalizzazione dei raggi X per il microscopio a raggi X. Ramachandran successivamente trascorse due anni (1947-1949) al Cavendish Laboratory a Cambridge, dove conseguì il dottorato per le sue ricerche nella cristallografia a raggi X.